# Hoplopleura intermedia
Hoplopleura intermedia är en insektsart som beskrevs av Kellogg och Ferris 1915. Hoplopleura intermedia ingår i släktet Hoplopleura och familjen gnagarlöss. Inga underarter finns listade i Catalogue of Life.